# Ричард Райт (писател)
Ричард Натаниъл Райт (на английски: Richard Nathaniel Wright) е американски поет и писател на произведения в жанра социална драма, лирика, психологически трилър, мемоари и документалистика.

## Биография и творчество
Ричард Натаниъл Райт е роден на 4 септември 1908 г. в плантацията на Ръкър, близо до Рокси, Мисисипи, САЩ, в семейството на земеделеца арендатор Нейтън Райт и Ела Уилсън. Дядовците му са родени в робство и са участвали в Американската гражданска война. Баща му напуска семейството, когато Ричард е шестгодишен, а майка му се премества в Начез, Мисисипи, при родителите си. През 1915 г. с брат си са настанени в методистко сиропиталище, а през 1916 г. се преместват с майка си при сестра ѝ в Илейн, Арканзас. Майка му получава инсулт и Ричард е изпратен да живее чичо си в Грийнууд, Мисисипи. В периода 1920 – 1925 г. живее при баба си по майчина линия в Джаксън, Мисисипи, където първо посещава редовно местното училище за адвентисти от седмия ден, където преподава леля му, а после държавното училище. Животът му там не е лесен, а насилствените опити на леля му, баба му и дядо му да го контролират го карат да пренесе враждебност към библейските и християнските учения за живота. Тази тема ще присъства в творбите му през целия му живот.
На 15-годишна възраст, публикува първия си разказ The Voodoo of Hell's Half-Acre (Вуду на адския половин акър) в местния вестник за чернокожи Southern Register. През 1925 г. завършва гимназия и при завършването произнася собствена реч.
През ноември 1925 г. се премества сам в Мемфис, Тенеси, където успява, с читателска карта на бял приятел, да чете много книги от библиотеката, вкл. книги, забранени за чернокожите в Юга по закона на Джим Кроу, като има достъп и до медийни публикации. През 1926 г. майка му и по-малкият му брат се присъединяват към него. Скоро след това семейството се премества на север поради икономическата криза и по-расисткия Юг. Детството му в Мисисипи, Тенеси и Арканзас оформя трайните му впечатления от американския расизъм.
Райт и семейството му се преместват в Чикаго през 1927 г., където той започва работа като пощенски служител. В свободното си време изучава други писатели, включително Хенрих Менкен, визия за американския юг като версия на ада му прави впечатление. Губи работата си през 1931 г. по време на Голямата депресия. През 1932 г. започва да посещава срещите на клуба „Джон Рийд“, литературна организация на комунистическата партия. В края на 1933 г. се присъединява към партията, но през 1942 г. напуска поради лични причини.
През 1933 г. Райт основава организацията „Група писатели от южната страна“ с около 20 други афроамериканци, като основа и редактира литературното списание „Ляв фронт“, където публикува и своя поезия. Списанието съществува до 1935 г., след което той пише за списание New Masses на комунистическата партия. През 1935 г. Райт завършва ръкописа на първия си роман, който съдържа автобиографични анекдоти за работата в поща в Чикаго по време на Голямата депресия. Той не е приет от издателствата, и едва през 1963 г. е издаден под заглавието Lawd Today (Законът днес). През януари 1936 г. разказът му „Голямото момче напуска дома“, фокусиран върху живота на чернокожите в провинциалния американски юг, е публикуван в две антологии.
В следващите години продължава да работи за подкрепа на културата на афроамериканците и да се фокусира върху расизма в САЩ. През 1937 г. се премества в Ню Йорк и става редактор в клона на комунистическия „Дейли Уъркър“ в Харлем, което му позволява да отделя повече време за творчество. През 1938 г. е издаден първият му сборник с четири разказа „Децата на чичо Том“, базирани на някои истории на линч в дълбокия юг. Публикацията му и добре приета и му осигурява финансова стабилност да продължи да пише. Назначен е в редакционната колегия на New Masses и получава стипендия „Гугенхайм“. През 1938 г. се запознава с писателя Ралф Елисън, с когото стават дългогодишни приятели.
Първият му роман „Роден син“ е издаден през 1940 г. Главният герой, 20-годишният чернокож Бигер Томас, е назначен за шофьор в богато семейство. През първата му вечер дъщерята на семейството му нарежда да прекара пиянска нощ в града с нея и приятел джентълмен. Но събитията излизат извън контрол и до сутринта младата жена е мъртва, а Бигер е набеден. Яркият и тревожен разказ за убийство, вина и расова омраза, предвестник за социалното насилие през 60-те години, става класика на афро-американската литература и една от най-важните книги на века. Книгата става бестселър и получава престижния медал „Спингарн“. След сътрудничество с драматурга Пол Грийн, през 1941 г. едноименната пиеса по книгата е поставена от Орсън Уелс на Бродуей. Същата година е издадена книгата му илюстрирана със снимки на американци от цялата страна, „Дванадесет милиона черни гласа: Народна история на негрите в Съединените щати“, която получава широко одобрение от критиката. През 1951 г. романът е екранизиран в аржентинска версия на филм ноар с личното участие в него на Ричард Райт. През 1986 г. романът е екранизиран в едноименния филм с участието на Карол Бейкър, Мат Дилън, Опра Уинфри и Джералдин Пейдж. През 2019 г. е направен едноименния римейк с участието на Аштън Сандърс, Маргарет Куали и Ник Робинсън.
Мемоарите му „Черно момче“ издадени през 1945 г. описват ранния му живот от Рокси до преместването му в Чикаго на 19-годишна възраст и включват сблъсъците му със семейството му свързано с адвентистите от седмия ден, проблемите му с белите работодатели и социалната изолация. Вторият том от мемоарите му, „Американският глад“ е издаден посмъртно през 1977 г. и описва интелектуалното му пътуване и борбата му срещу расизма, участието му клубовете „Джон Рийд“ и Комунистическата партия, и критиката му срещу диктатурата и Голямата чистка на Сталин в СССР.
След престой от няколко месеца в Квебек, включително дълъг престой в село на остров Ил д'Орлеан, се премества в Париж през 1946 г. ставайки постоянен американски емигрант. В Париж се сприятелява с френските писатели емигранти Жан-Пол Сартр, Албер Камю, Симон дьо Бовоар, Честър Хаймс и Джеймс Болдуин.
През 1953 г. е издаден екзистенциалният му роман The Outsider (Аутсайдерът), описващ участието на афро-американски герой в Комунистическата партия в Ню Йорк. През 1954 г. е издаден издаден психологическият му трилър Savage Holiday (Дивашка ваканция). Главният герой, Ърскин Фаулър, е застрахователен директор, принуден да се пенсионира преждевременно, който в хода на един странен уикенд е отговорен за случайната смърт на малкия син на съседката му. Той се опитва да се оневини, но събитията излизат извън контрол. Романът е екранизиран в мексикански филм през 1967 г. и във френски филм през 1988 г.
В средата на 1953 г. Райт пътува до Африка, където Кваме Нкрума води страната си към независимост от британското управление, за да бъде създадена като Гана. Книгата му „Черна сила“, в която описва пътуването си е издадена през 1954 г.
През последните години от живота си той се влюбва в японската поетична форма хайку и написва повече от 4000 такива кратки стихотворения. През 1998 г. посмъртно е публикуван сборникът му „Хайку: Този друг свят“ с 817 негови любими хайку, които имат възвисяващ дух, дори когато се занимават с примиряването със самотата, смъртта и природните сили.
Голяма част от литературата му засяга расови теми, особено свързани с тежкото положение на афро-американците от края на 19-ти до средата на 20-ти век, страдащи от дискриминация и насилие. Литературните критици смятат, че творчеството му е помогнало за промяна на расовите отношения в Съединените щати в средата на 20-ти век.
През август 1939 г. Райт се жени за Дхима Мейдман, учителка по модерни танци с руски еврейски произход, но се развеждат следващата година. На 12 март 1941 г. се жени за Елън Поплар, комунистически организатор от Бруклин, с която имат две дъщери – Джулия и Рейчъл.
Ричард Райт умира от инфаркт на 28 ноември 1960 г. в Париж, Франция.

## Произведения

### Самостоятелни романи
- Native Son (1940)[1][2][3]
Синът на Америка, изд. „М. Г. Смрикаров“ (1945), прев. Мария Грубешлиева
Бяла и черна Америка, изд. „Държавно стопанско полиграфично предприятие“ (1948), прев. Генчо Попцвятков
Роден син, изд.: „Петрум", София (1992), прев. Сергей Христов
- The Outsider (1953)
- Savage Holiday (1954)
- The Long Dream (1958)
- Lawd Today (1963)
- The Man Who Lived Underground (2021)[4]

### Сборници
- Uncle Tom's Children (1938)[1][2][3]
- Quintet (1956) – Ги дьо Мопасан, Олдъс Хъксли, Уилям Сароян и Лев Толстой
- Eight Men (1961)[4]
- Haiku: This Other World (2010) – поезия

### Разкази
- Library Card (?)
Моята читателска карта, сп. „Съвременник“ (2005), прев. Христо Бурдев

### Документалистика
- How Bigger Was Born; Notes of a Native Son (1940)[2]
- 12 Million Black Voices: A Folk History of the Negro in the United States (1941)
- Black Boy (1945) – мемоари[1]
Черно момче : Хроника за едно детство и юношество, изд.: „Народна младеж“, София (1971), прев. Вера Стоименова
- Black Power (1954)
- The Color Curtain (1956)
- Pagan Spain (1957)
- American Hunger (1977) – мемоари, продължение на „Черно момче“
- Black Power: Three Books from Exile: Black Power; The Color Curtain; and White Man, Listen! (2008)

### Екранизации
- 1951 Native Son – адаптация, сценарий и актьор
- 1967 Domingo salvaje – по романа Savage Holiday
- 1976 Almos' a Man – тв филм
- 1986 Native Son
- 1988 La passerelle – по романа Savage Holiday
- 1996 America's Dream – тв филм, по разказа Long Black Song
- 2019 Native Son